# 大安乡 (龙山县)
大安乡，是中华人民共和国湖南省湘西土家族苗族自治州龙山县下辖的一个乡镇级行政单位。

## 行政区划
大安乡下辖以下地区：
大红村、大湾村、桃子村、龙口村、朝阳村、五星村、木鱼坪村、马脚坪村、五马坪村、翻身村和万宝村。